# Drahomír Kolder
Drahomír Kolder (29. prosince 1925 Ostrava – 20. srpna 1972 Praha) byl český a československý politik Komunistické strany Československa, poúnorový poslanec Národního shromáždění ČSSR a poslanec Sněmovny lidu Federálního shromáždění za normalizace. Působil i jako ministr vlády ČSSR. Jde o jednu z hlavních postav kolaboračního promoskevského proudu v KSČ během pražského jara v roce 1968.

## Biografie
Zastával četné stranické posty. XI. sjezd KSČ ho zvolil za kandidáta Ústředního výboru Komunistické strany Československa. Plným členem ÚV KSČ se stal převodem k 22. červnu 1961. XII. sjezd KSČ, XIII. sjezd KSČ a XIV. sjezd KSČ ho ve funkci potvrdil. V letech 1954–1958 byl vedoucím oddělení ÚV KSČ, v letech 1958–1962 vedoucím tajemníkem Krajského výboru KSČ v Ostravě. V období červen 1961 – prosinec 1962 byl kandidátem na členství v politickém byru ÚV KSČ. Členem politbyra se stal v prosinci 1962 a post zastával až do srpna 1968. V období červen 1966 – srpen 1968 byl navíc členem sekretariátu ÚV KSČ a ve stejném období i tajemníkem ÚV KSČ.
V roce 1962 stanul v čele stranické komise (takzvaná Kolderova komise), která se zabývala rehabilitacemi lidí stíhaných během stalinských čistek v 50. letech. Její činnost se ovšem týkala pouze pronásledovaných členů KSČ. Umožnila nicméně soudní rehabilitaci více než 400 osob, včetně lidí odsouzených v 50. letech v rámci procesu s Rudolfem Slánským. Výsledky Kolderovy komise publikované roku 1963 měly i personální dopady. Z funkcí odešli četní představitelé KSČ z 50. let (Karol Bacílek nebo Bruno Köhler) a v KSČ se uvolnil prostor pro mladší, reformně orientované a méně dogmatické politiky.
Dlouhodobě zasedal v nejvyšších zákonodárných sborech. Ve volbách roku 1960 byl zvolen za KSČ do Národního shromáždění ČSSR za Severomoravský kraj. Mandát získal i ve volbách v roce 1964. V Národním shromáždění zasedal až do konce jeho funkčního období v roce 1968. K roku 1968 se profesně uvádí jako tajemník ÚV KSČ z obvodu Havířov.
Na XIII. sjezdu KSČ v roce 1966 patřil společně s pozdějšími politiky pražského jara (Alexander Dubček, Josef Smrkovský) k reformnímu křídlu, které kritizovalo ekonomické a politické rysy vlády Antonína Novotného. V prosinci 1967 pak během klíčového zasedání předsednictva ÚV KSČ podpořil odchod Novotného z postu prvního tajemníka KSČ.
Během pražského jara v roce 1968 se ovšem profiloval jako výrazný protireformně zaměřený politik. Zpočátku roku 1968 takticky spolupracoval s reformátory, ale později patřil do úzké skupiny konzervativních, protireformních funkcionářů KSČ, kteří vytvořili tzv. zvací dopis, jenž předcházel Invazi vojsk Varšavské smlouvy do Československa. Patřil do okruhu prosovětské kolaborační levice, která se podle původního plánu měla hned 21. srpna ujmout moci coby dělnicko-rolnická vláda. Plán ovšem nevyšel, protože ÚV KSČ se postavilo proti okupaci a kolaborační frakci izolovalo. Drahomír Kolder a Vasil Biľak byli jediní členové předsednictva ÚV KSČ, kteří nehlasovali pro rezoluci ÚV KSČ, jež odsuzovala vpád vojsk do ČSSR.
Bezprostředně po invazi sice byl jako představitel kolaborační prosovětské skupiny odstaven ze stranických funkcí Vysočanským sjezdem KSČ, ale s nástupem normalizace jeho politická kariéra pokračovala. I když sovětské vedení pochopilo, že nemůže úspěch své strategie založit na otevřených kolaborantech jeho typu. Zastával pak tedy středně významné posty na stranických a vládních úrovních. Od září 1969 do května 1971 byl členem byra ÚV KSČ pro řízení stranické práce v českých zemích. Zastával i vládní posty. V třetí vládě Oldřicha Černíka a v následující první vládě Lubomíra Štrougala i druhé vládě Lubomíra Štrougala byl v letech 1969–1972 ministrem s funkcí předsedy Výboru lidové kontroly.
Po federalizaci Československa usedl roku 1969 do Sněmovny lidu Federálního shromáždění (volební obvod Havířov). Mandát získal i ve volbách roku 1971 a v parlamentu setrval do své smrti roku 1972. Jako náhradník pak místo něj nastoupil Miroslav Čapka. Při oficiální posmrtné vzpomínce během zasedání Federálního shromáždění bylo konstatováno, že „v krizovém období let 1968 a 1969 se významně podílel na porážce pravicových sil“. In memoriam mu byl udělen Řád republiky.